# Crocidura ansellorum
Crocidura ansellorum је сисар из реда Soricomorpha и фамилије Soricidae.

## Угроженост
Ова врста се сматра угроженом.

## Распрострањење
Врста је присутна у Замбији.

## Станиште
Станишта врсте су шуме.